# チャールストン教会銃撃事件

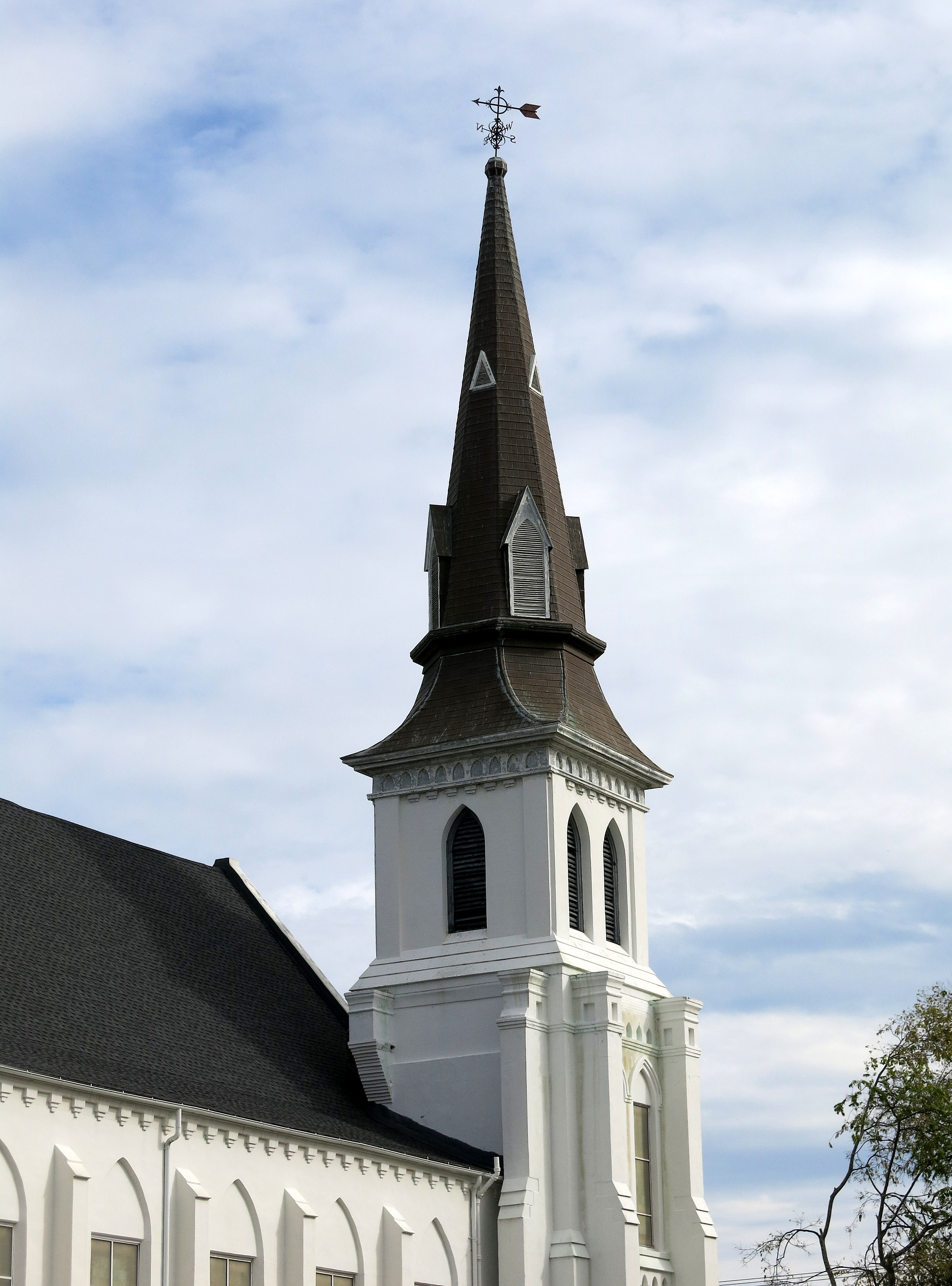

チャールストン教会銃撃事件（きょうかいじゅうげきじけん）は、2015年6月17日にアメリカ合衆国サウスカロライナ州チャールストンにある教会で白人男ディラン・ストーム・ルーフ（Dylann Storm Roof）が銃を乱射した事件。

## 概要
2015年6月17日の夕方、エマニュエル・アフリカン・メソジスト・エピスコパル教会で大規模な銃撃が行われた。この教会は、米国サウスカロライナ州チャールストンにあるアメリカ初の黒人教会である。当日は水曜日で、聖書勉強会のために教会にいた教会員のうち9人が死亡し、1人が負傷した。死者の中には、聖職者であり州上院議員のクレメンタ・C・ピンクニーがいた。

## 容疑者
警察は、攻撃の翌朝、ノースカロライナ州シェルビーで、後に21歳のディラン・ルーフと判明する白人の若者を逮捕した。 
ディラン・ルーフは、父親とおじが警察に連絡した後、連邦捜査局（FBI）によって、殺人容疑者として特定された。父親らはニュースで彼の防犯カメラ画像を見た後、ルーフであると特定した。ディラン・ルーフはサウスカロライナ州コロンビアで生まれた。彼は銃撃の時点で、コロンビア近くのほとんどがアフリカ系アメリカ人の住環境にいた。ディラン・ルーフにはすでに2回の逮捕記録が警察にあり、どちらも襲撃に至るまでの数か月の間に行われた。
裁判はサウスカロライナ州連邦裁判所で行われ、陪審員によって死刑が言い渡された。
審理前前に連邦捜査局から受けた2時間にわたる尋問では「私は有罪だ」と述べ自らの罪を認めた。しかし、最終弁論の終了間際には「やらなければいけないと感じた」と述べ、自らの銃撃を正当化している。
容疑者の白人至上主義者のディラン・ルーフは、声明文で「東アジアの民族を尊敬する」「東アジア系は他の民族を差別するので、我々白人との良き同盟が築けそうだ」と述べているが、白人ナショナリストのなかには、アジアを賞賛する者も少なくなく、『バイス(雑誌)』は、白人ナショナリストは「特に日本が好き」であり、それは「白人至上主義者は日本を『単一民族のユートピア』として見ているから」であり、『Plan A Magazine』は、「アジア、特に日本は、社会的および政治的な保守主義によって守られている長い伝統があるから」だと説明している。白人至上主義者によるアジア礼賛をたどっていくと、アドルフ・ヒトラーに行き着き、ヒトラーは1945年に「私は中国人や日本人を、自分たちより劣っているとみなしたことはない。彼らの古代文明しかり、その歴史は私たちドイツ人のものより優れていると私は認めている」と語っており、『バイス(雑誌)』は、「現代の白人至上主義者たちは、ヒトラーのアジア偏愛にさらなる独自解釈を加えて作り上げた、全く別の虚像に心酔している」と報じている。

## 参照資料
1. ↑  Arthur Jackson (2020年10月19日). “憎しみよりも強い”. デイリーブレッド. 2020年10月19日閲覧。
2. ↑  Ed Payne, CNN (2015年6月18日). “Charleston church shooting: Multiple deaths reported - CNN.com”. CNN. 2015年6月24日閲覧。
3. ↑  Leger, Donna Leinwand (2015年6月19日). “Dylann Roof's father, uncle called police to ID him in church shooting”. USA Today. 2015年6月19日閲覧。
4. ↑  “Church shooting suspect Dylann Roof captured amid hate crime investigation”. The Washington Post (2015年6月18日). 2015年6月18日閲覧。
5. ↑  “Dylann Storm Roof arrested in North Carolina”. KFOR (2015年6月18日). 2015年6月18日閲覧。
6. ↑  Old, Jason (2015年6月18日). “Police: Dylann Roof arrested for trespassing, drug possession at Columbiana Centre”. WISTV.com. 2015年6月18日閲覧。
7. ↑  Sebastian Murdock (2017年1月10日). “教会銃乱射事件、黒人9人を殺害したディラン・ルーフ被告に死刑”. ハフポスト 2020年10月19日閲覧。
8. 1 2 3  “アジア系アメリカ人と交際するオルタナ右翼たち なぜアジア系女性は、白人至上主義者に好かれてしまうのか?”. クーリエ・ジャポン (講談社). (2020年6月19日).  オリジナルの2020年6月21日時点におけるアーカイブ。